# Stephonyx biscayensis
Stephonyx biscayensis är en kräftdjursart som först beskrevs av Édouard Chevreux 1908.  Stephonyx biscayensis ingår i släktet Stephonyx och familjen Uristidae. Inga underarter finns listade i Catalogue of Life.